# Quallenflohkrebs
|  | Dieser Artikel wurde aufgrund von formalen oder inhaltlichen Mängeln in der Qualitätssicherung Biologie zur Verbesserung eingetragen. Dies geschieht, um die Qualität der Biologie-Artikel auf ein akzeptables Niveau zu bringen. Bitte hilf mit, diesen Artikel zu verbessern! Artikel, die nicht signifikant verbessert werden, können gegebenenfalls gelöscht werden. Lies dazu auch die näheren Informationen in den Mindestanforderungen an Biologie-Artikel. |

Der Quallenflohkrebs (Hyperia galba, Syn.: Hyperia latreillei Milne-Edwards, 1830) ist eine Art der Gattung Hyperia, die zur Ordnung der Flohkrebse (Amphipoda) gehört. Innerhalb der Flohkrebse bilden Hyperiidea eine Unterordnung, die durch ihre Lebensweise im Plankton der Meere gekennzeichnet ist. Hyperia galba ist mit Schirmquallen vergesellschaftet, unter deren Schirm er vermutlich als Nahrungsparasit lebt.

## Merkmale
Die Weibchen des Quallenflohkrebses erreichen eine Länge von 2 bis 4,5 mm, die Männchen werden 1,5 bis 6 mm groß respektive lang (nach einer anderen Quelle sogar bis zu 12 mm).  Bei beiden Geschlechtern machen die riesigen, vorgewölbten Augen den Großteil des Kopfes aus. Im Vergleich zum übrigen Körper erscheint der Kopf dadurch sehr groß, weswegen die Gattung Hyperia zu den Physocephalata zählt, was übersetzt „großer Kopf“ bedeutet. Die Weibchen haben nur sehr kurze Antennen, während die Männchen verlängerte erste und zweite Antennen haben. Der stark gekrümmte Körper verleiht den Quallenflohkrebsen ein fast kugeliges Aussehen. Sie sind (durchscheinend-)hellbraun beziehungsweise bräunlich mit winzigen dunklen Pigmentflecken gefärbt und haben große, rötlichbraune oder grüne Augen. Sobald sich die frei im Plankton schwimmenden Tiere an Schirmquallen festgeklammert haben, werden sie farblos und durchsichtig.

## Verbreitung
Der Quallenflohkrebs ist gewöhnlich mesopelagial entlang aller europäischer Küsten von der Nordsee bei Helgoland (in der 2-Seemeilen-Zone Helgolands, speziell auch in der Helgoländer Reede [„Hel(i)goland(-)Roads“]) bis in die westliche Ostsee, im nordöstlichen Atlantik und im Mittelmeer beheimatet. Er kommt auch vor den Küsten der USA und Kanadas im nordwestlichen Atlantik vor sowie vor der Nordküste Russlands. Außerdem wurden Funde von den Falkland-Inseln und rund um das Kap der Guten Hoffnung in Südafrika gemeldet.

## Lebensweise
Gewöhnlich leben Quallenflohkrebse in einem parasitären Verhältnis mit diversen Quallenarten. Deshalb sind sie oft unter dem Schirm der Schirmquallen (Scyphozoa) oder auf pelagischem, gallertartigen Zooplankton wie Medusen (Anthomedusae, Scyphomedusae, Staatsquallen, Rippenquallen sowie Salpen) zu finden. So ist es keine Seltenheit, Quallenflohkrebse in einer angeschwemmten Qualle anzutreffen. Häufige Wirte der Quallenflohkrebse sind: Wurzelmundquallen (Rhizostoma octopus), Ohrenquallen (Aurelia aurita), Gelbe Haarquallen (Cyanea capillata) und Kompassquallen (Chrysaora melanaster).
Es wird angenommen, dass der Quallenflohkrebs als  Kleptoparasit oder als Ektoparasit von den Quallen selbst oder deren Eiern lebt. Die Art der Vergesellschaftung mit den Quallen ist jedoch noch nicht endgültig geklärt. Quallenflohkrebse wurden im Gastralraum (Futterbeutel) von verschiedenen Quallenarten gefunden, daher geht man davon aus, dass sie sich von dem der Quallen gesammelten Plankton ernähren. Auch wurden im Mundraum von Quallenflohkrebsen Nesselzellen der Quallen gefunden, daher gehen verschiedene Autoren davon aus, dass es sich um echte Parasiten handelt. Trotzdem sind sich verschiedene Wissenschaftler und Autoren nicht einig. Elektronenmikroskopische Untersuchungen der Mundwerkzeuge deuten auf eine Ernährung tierischer Nahrung hin, typische Reduktionen bestimmter Körpermerkmale bei Parasiten können bei H. galba nicht beobachtet werden. Bei verschiedenen Quallen in nordirischen Gewässern wurde eine Besiedelung mit H. galba erst mehrere Wochen nach dem Auftauchen der Quallen im Frühling beobachtet. Nach dieser Studie ernähren sich die Quallenflohkrebse eher außerhalb der untersuchten Quallen und suchen diese hauptsächlich für die Fortpflanzung auf.
Bewohnt ein Quallenflohkrebs keinen Wirt, lebt er im Meer und unternimmt täglich vertikale Wanderungen von ca. 1000 m bis 500 m Tiefe. Dabei spielt das Tageslicht eine wichtige Rolle, da Quallenflohkrebse von Licht angelockt werden. Meist bleiben sie deshalb in Winterperioden am Meeresboden.

### Fortpflanzungsbiologie
Weibchen mit Eiern sind häufig im Frühling anzutreffen und die Larven schlüpfen gewöhnlich im Sommer. Frisch geschlüpfte Quallenflohkrebse ähneln bereits den adulten Tieren. Wo und wie die juvenilen Quallenflohkrebse leben, ist unbekannt.

### Feinde
Seevögel suchen Quallenflohkrebse in Quallen, wobei sie die Quallen häufig  und auch Hyperia galba finden.

## Fotografien
- Galerie und Zusatz-Informationen bei Barcode of Life Data Systems (englisch)
- Galerie (klein) mit Fotografien des Quallenflohkrebses und weitere Informationen bei der British Marine Life Study Society (englisch)
- Illustration bei University of Washington Libraries – Digital Collections (englisch)
- Quallenflohkrebse an/in einer Qualle bei tauchprojekt.de (deutsch, englisch)
- Seitliche Aufnahme bei flickr
- Seitliche Fotografie und kurze Beschreibung bei planktonnet (englisch)
- Vorderansicht (klein) bei flickr